# グリベンクラミド
グリベンクラミド (Glibenclamide)は、オイグルコンやダオニールとしても知られる、2型糖尿病の治療に用いられる医薬品である。食事療法や運動療法との併用が勧められる。他の抗糖尿病薬と併用されることがある。糖尿病1型に単独で使用することは推奨されない。投与法は経口である。
一般的な副作用には、吐き気と胸焼けがあげられる。重度の副作用には、血管性浮腫や低血糖があげられる。通常、妊娠中の人への投与は勧められないが、授乳中の人への投与は可能である。
グリベンクラミドはスルホニルウレアに属する医薬品であり、その作用機序は膵臓からのインスリンの分泌を増加させることにより効果がある。 
グリベンクラミドは1969年に発見され、1984年に米国で医薬品として承認された。日本では1971年3月に承認された:30。2015年末時点でイタリア、ベルギーなど9カ国で承認されている:33。後発医薬品として入手可能である。2019年時点での英国の国民保健サービスにかかる1か月分の費用は約3.20ポンドである。米国での1か月分の卸値は約2.50米ドルである。 

## 効能・効果
インスリン非依存型糖尿病

## 警告
重篤かつ遷延性の低血糖を起こすことがある。低血糖のリスクは他のスルホニルウレアより高い。

## 禁忌
下記の患者には禁忌である。
- 重症ケトーシス
- 糖尿病性昏睡又は前昏睡
- インスリン依存型糖尿病
- 重症感染症
- 手術前後
- 重篤な外傷
- 重篤な肝機能障害
- 重篤な腎機能障害
- 下痢、嘔吐などの胃腸障害
- 妊婦または妊娠している可能性のある女性
- ボセンタン水和物を投与中の患者
- スルホンアミド系薬剤に対し過敏症の既往歴のある患者

## 副作用
重大な副作用としては、低血糖（8.9%）、無顆粒球症、溶血性貧血、肝炎、肝機能障害、黄疸が挙げられる。

## 相互作用
グリベンクラミドは主に肝代謝酵素CYP2C9及びCYP3A4により代謝されるので、同酵素を誘導または阻害する薬剤は其々血糖降下作用を減弱または増強するので、併用注意とされる。

## 作用機序
グリベンクラミドは、膵臓のβ細胞において、ATP感受性カリウムチャネル（KATP）阻害制御サブユニットであるスルホニルウレア受容体1（SUR1）に結合し、阻害することで作用する。この阻害作用により、細胞膜の脱分極が起こり、電位依存性カルシウムチャネルが開き、膵臓β細胞の細胞内カルシウムが増加し、その後、インスリン分泌が促進される。
脳虚血傷害により血液脳関門が破壊されると、グリベンクラミドが中枢神経系に到達できる。グリベンクラミドは、虚血した半球に効率的に結合することが示されている。さらに、虚血状態では、KATP-およびNCCa-ATPチャネルの制御サブユニットであるSUR1が、神経細胞、星状膠細胞、希突起膠細胞、内皮細胞、反応性小膠細胞に発現している。
研究論文によると、このスルホニル尿素薬は肝機能にも影響を及ぼすという。それは、ミトコンドリアに存在する酵素カルニチンアシル基転移酵素I（CAT-I）を間接的に阻害することで作用する。これにより、長鎖脂肪酸がミトコンドリアに運ばれてβ酸化されるのが妨害され、高血糖症を防ぐことができる。また、トルブタミンも同様の効果を有する。